# Huile de jojoba

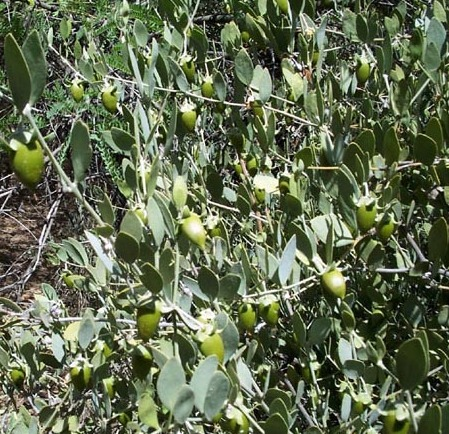
Jojoba et ses graines

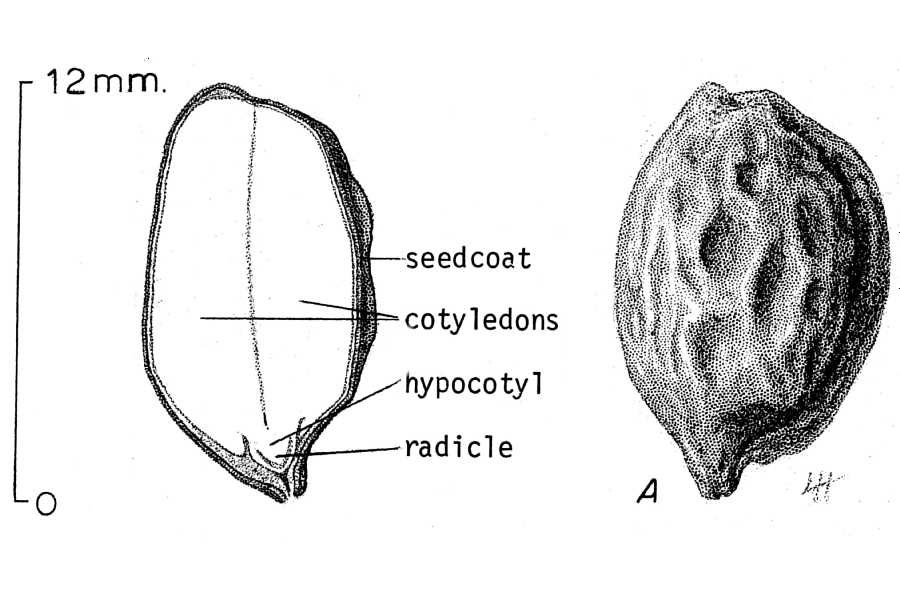
Graine de jojoba

L'huile de jojoba est la cire liquide contenue dans la graine de jojoba (Simmondsia chinensis), plante buissonnante originaire du sud de l'Arizona et de la Californie, ainsi que du nord-ouest du Mexique. Les graines de jojoba ont un rendement en huile d'environ 50 % de leur poids.

## Composition
L'huile de jojoba est un mélange d'esters céridiques, possédant des chaînes de 36 à 46 atomes de carbone. Chaque molécule se compose d'un acide gras et d'un alcool gras liés par une liaison ester. Ses molécules d'acide gras sont à 98 % non saturées au niveau de la 9e liaison carbone-carbone (oméga-9). Les pourcentages approximatifs d'acides gras dans l'huile de jojoba sont les suivants : 
| Acide gras            | Min  | Max  |
| --------------------- | ---- | ---- |
| Acide 11-eicosénoïque | 66 % | 71 % |
| Acide érucique        | 14 % | 20 % |
| Acide oléique         | 10 % | 13 % |

## Propriétés physiques

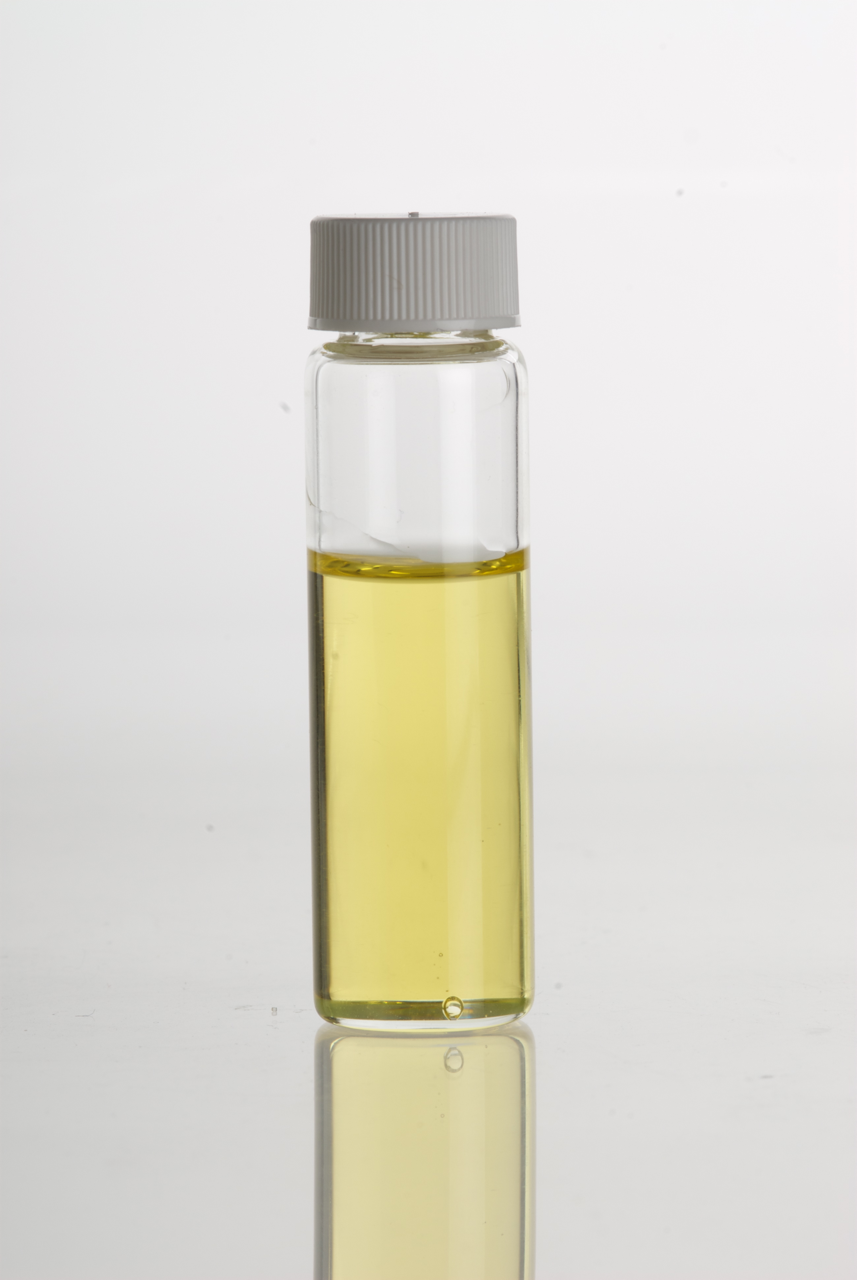
Flacon d'huile de jojoba non raffinée

L'huile de jojoba non raffinée est, à température ambiante, un liquide transparent jaune d'or, avec une légère odeur de gras. Raffinée, l'huile de jojoba est incolore et inodore. Son point de fusion est d'environ 10 °C et son indice d'iode est environ 80. L'huile de jojoba est relativement stable par rapport à d'autres huiles végétales : elle a un indice de stabilité d'oxydation d'environ 60, ce qui signifie qu'elle est plus stable que les huiles de carthame, de canola, d'amande ou de squalène, mais moins que les huiles de ricin, de macadamia et de coco.

## Utilisation
Vu ses propriétés hydratantes exceptionnelles[source détournée], l'huile de jojoba est utilisée pour l'essentiel comme ingrédient des produits cosmétiques et les soins de la peau et des cheveux. Les dérivés du jojoba, y compris les esters de jojoba, l'isopropyle de jojoba et l'alcool de jojoba sont très largement utilisés dans ce contexte. 
L'huile de jojoba peut être utilisée pour éliminer le khôl. Elle s'est popularisée avec les pratiques de piercing et d'extension des lobes, dans lesquelles elle contribue à la cicatrisation. On l'utilise aussi comme substitut de l'huile de baleine et de ses dérivés, tels que l'alcool cétylique. L'interdiction de l'importation de l'huile de baleine aux États-Unis en 1971 a conduit à la découverte que l'huile de jojoba est « à bien des égards supérieure à l'huile de spermaceti pour les applications dans les produits cosmétiques et autres industries ».
L'huile de jojoba est un fongicide utilisable contre le mildiou. Elle est comestible, mais acalorique et non-digestible, ce qui signifie que l'huile passe à travers les intestins sans transformation et qu'elle peut avoir un effet désagréable appelé « stéatorrhée ».
Le Jojoba a été étudié en tant que carburant biodiesel bon marché et durable.